# Bergbau-AG Lothringen

Aktie über 1000 RM der Bergbau-AG Lothringen vom Januar 1934

Die Bergbau-AG Lothringen war ein Unternehmen der deutschen Montanindustrie mit Sitz in Hannover (1922–1931) bzw. in Bochum. 
Das Unternehmen entstand zur Jahreswende 1920/1921 aus der bereits 1872 gegründeten Gewerkschaft Lothringen, der Betriebsgesellschaft der Zeche Lothringen in Bochum-Gerthe. Die Umwandlung zur Aktiengesellschaft stand in Zusammenhang mit dem Ausbau der Bergwerksgesellschaft zu einem Montankonzern, dem durch Beteiligungen und Interessengemeinschaften auch Unternehmen wie die Chemische Werke Lothringen GmbH (Bochum), die Essener Steinkohlenbergwerke AG (Essen), die Henschel & Sohn AG (Kassel), die Hanomag (Hannover), die Westfalenbank AG (Bochum) und die Wintershall AG (Kassel) verbunden waren. Treibende Kräfte waren dabei die ambitionierten Manager Otto Gehres und August Rosterg. Wegen der Ruhrbesetzung wurde der Unternehmenssitz 1922 nach Hannover, dem Standort der Hanomag, verlegt. Erst während der Weltwirtschaftskrise kehrte 1931 zur Rationalisierung des Betriebs die Hauptverwaltung nach Bochum zurück. 
Zum Bergbaubesitz des Konzerns gehörten im Ruhrrevier außer der Zeche Lothringen auch die Zeche Erin und die Zeche Graf Schwerin, zu denen es aber schon früher, z. B. durch gemeinsame Gewerken, unternehmerische Verbindungen gegeben hatte.
Seit Ende 1956 war der Eschweiler Bergwerksverein (EBV) Mehrheitsaktionär der Bergbau-AG Lothringen, die Verbindung wurde zum 1. Januar 1957 durch einen Organschaftsvertrag geregelt. Der EBV veräußerte eine Reihe von Beteiligungen und Tochtergesellschaften und legte im Zuge der Kohlekrise 1967 auch die Zeche Lothringen still.
Das Montanhistorische Dokumentationszentrum beim Deutschen Bergbaumuseum in Bochum bewahrt einen umfangreichen Archivbestand zur Bergbau-AG Lothringen auf.